# Obwodowy Komitet Wykonawczy Zachodniego Obwodu i Frontu
Obwodowy Komitet Wykonawczy Zachodniego Obwodu i Frontu (ros. Областной исполнительный комитет Западной области и фронта, Obłastnoj ispołnitielnyj komitiet Zapadnoj obłasti i fronta) – bolszewicki wojskowy twór państwowy istniejący w latach 1917–1918, obejmujący terytorium guberni mińskiej i nieokupowanej przez Cesarstwo Niemieckie części guberni wileńskiej Rosji.

## Historia
20 listopada 1917 roku w Mińsku odbył się zdominowany przez bolszewików II Zjazd Wojsk Frontu Zachodniego. W jego trakcie wybrany został nowy komitet frontowy oraz nowy dowódca Frontu Zachodniego, którym został Ormianin Aleksandr Miasnikian. Obwodowy Komitet Wykonawczy Zachodniego Obwodu i Frontu (OKWZOiF) został zorganizowany od koniec tego samego miesiąca. Przestał istnieć po tym, jak kontrolowane przez niego terytorium zostało zajęte przez wojska niemieckie i włączone w skład Ober-Ostu. 19 lutego 1918 roku kierownictwo bolszewickie zbiegło z Mińska przed zbliżającymi się Niemcami. Część sił bolszewickich, która nie zdążyła się ewakuować, została rozbrojona przez formujące się miejscowe oddziały polskie i białoruskie.

## Struktura i terytorium
Zdaniem historyka Ilariona Ignatienki, OKWZOiF był tworem państwowym z własnym rządem w postaci Rady Komisarzy Ludowych. Obejmował terytorium guberni mińskiej i nie okupowanej przez Cesarstwo Niemieckie części guberni wileńskiej Rosji. Uznawał zwierzchność władz bolszewickich w Piotrogrodzie, lecz nie był uznawany przez inne terenowe struktury bolszewickie, m.in. przez Rady Delegatów Robotniczych, Żołnierskich i Chłopskich sąsiadujących z nim guberni witebskiej i mohylewskiej. OKWZOiF został utworzony przez wojskowych pochodzących spoza terytorium, którym zarządzali, bez udziału miejscowej ludności cywilnej. W skład jego prezydium wchodzili wyłącznie wojskowi, zaś w jego kierownictwie, zdaniem Ignatienki, nie było ani jednego przedstawiciela Białorusinów – narodu dominującego liczebnie na terytorium pod kontrolą OKWZOiF.